# Stazione di Campeda
La stazione di Campeda è una stazione ferroviaria in disuso situata nel territorio comunale di Macomer lungo la ferrovia Cagliari-Golfo Aranci, adibita prevalentemente a scalo merci.

## Storia
La stazione nacque su iniziativa della Compagnia Reale delle Ferrovie Sarde tra gli anni settanta e ottanta dell'Ottocento, nell'ambito della realizzazione della ferrovia tra Cagliari e Golfo Aranci. Ultimato nel 1880, lo scalo di Campeda, costruito nei pressi del culmine della linea a nord di Macomer, fu inaugurato insieme al tronco Oristano-Giave della Dorsale Sarda il 1º luglio di quell'anno, entrando in servizio effettivo dall'indomani, sotto la gestione della Compagnia Reale, che durò circa quattro decenni. Il nome Campeda trae origine dall'omonimo altopiano in cui la stazione è situata, e nella cui zona il progettista della ferrovia, Benjamin Piercy, aveva comprato una grande tenuta agricola in cui realizzò una villa (villa Piercy), al cui servizio fu realizzato lo scalo. Benché pensato per il servizio merci (dalla stazione partivano giornalmente per i maggiori centri isolani le produzioni delle tenute Piercy, soprattutto casearie), l'impianto in origine era attivo anche per il trasporto pubblico.
Nel 1920 alle Ferrovie Reali subentrarono le Ferrovie dello Stato (dal 2001 gestori della struttura tramite la controllata RFI). Tra gli anni cinquanta e sessanta lo scalo fu sottoposto ad un'importante opera di potenziamento, con l'ampliamento dello scalo merci, destinato principalmente al servizio delle industrie della zona, in particolare per quanto concerne l'area industriale di Ottana. Fu inoltre realizzato un nuovo fabbricato viaggiatori.
Riguardo al traffico passeggeri nel dopoguerra era andato in crescendo il numero di treni che non effettuavano sosta nella stazione: le ultime relazioni di questo tipo cessarono a metà degli anni ottanta, quando lo scalo venne disabilitato al servizio viaggiatori; negli anni successivi fu inoltre demolito il fabbricato viaggiatori originario della stazione con la relativa banchina. L'attività proseguì per il servizio merci e lo scalo divenne il più attivo nell'isola per quantità movimentate. Tuttavia la cessazione del servizio merci in Sardegna nel 2008 ha portato ad un disimpegno dell'impianto, sebbene sia ancora attivo per le altre finalità legate al servizio ed al movimento ferroviario e sia utilizzabile per eventuali convogli merci straordinari.

## Strutture e impianti

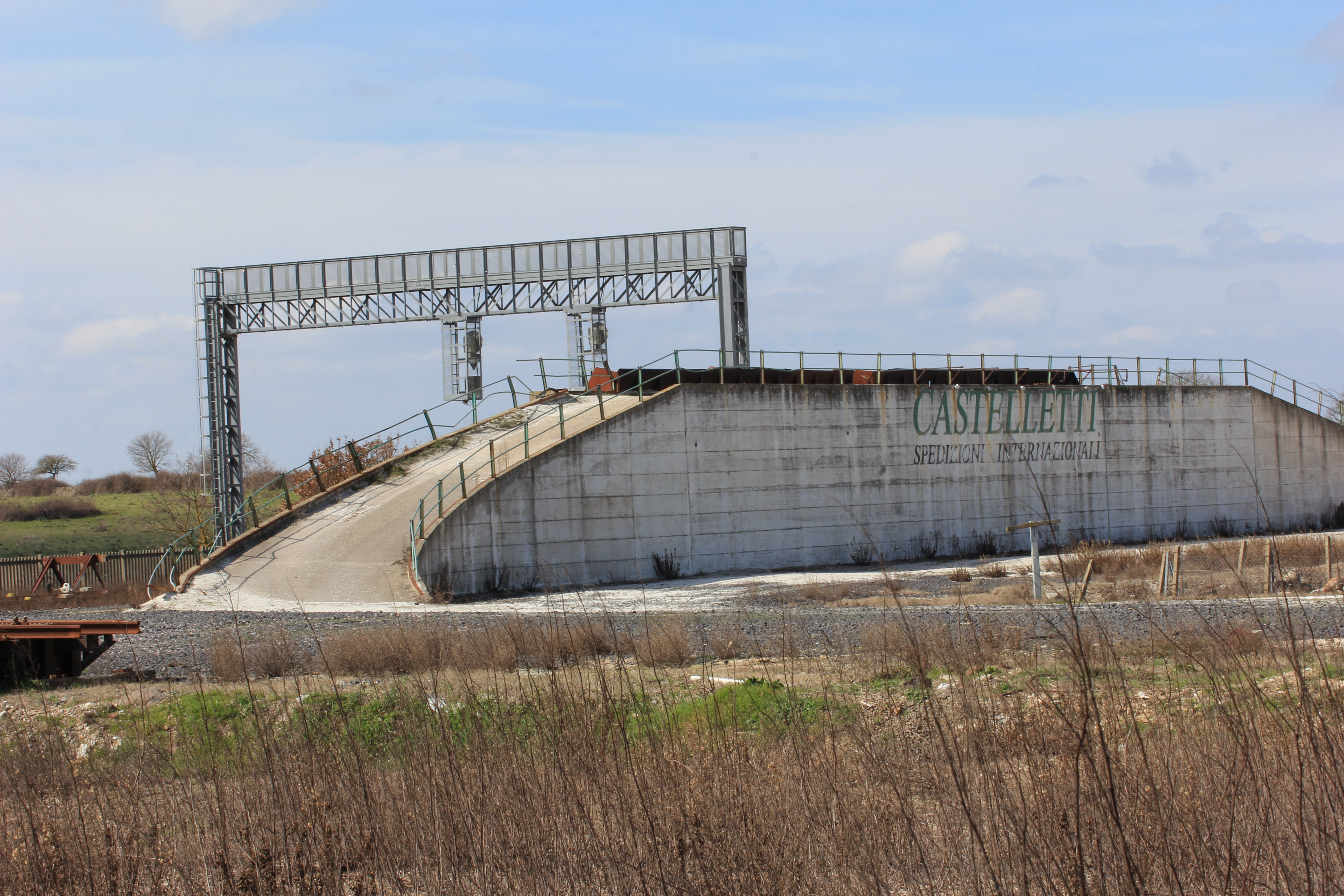
La rampa utilizzata dai camion per lo scarico delle merci sui carri ferroviari

La stazione di Campeda, gestita da RFI, è uno scalo passante lungo la Cagliari-Golfo Aranci dotato complessivamente di cinque binari: dinanzi al fabbricato viaggiatori dell'impianto sono presenti due binari passanti, di cui il primo di corsa. Gli altri tre binari sono tutti tronchi, uno è accessibile a sud dal binario due mentre gli altri due, situati a nord del binario uno da cui si diramano nel piazzale merci dell'impianto. Per l'esercizio del servizio merci (cessato su base regolare nel 2008) la stazione è inoltre dotata di una rampa sopraelevata per permettere ai camion il carico dall'alto delle merci nei carri ferroviari. Con lo scalo in attività venivano movimentate principalmente le produzioni industriali locali, come sabbia silicea e polietilene tereftalato.

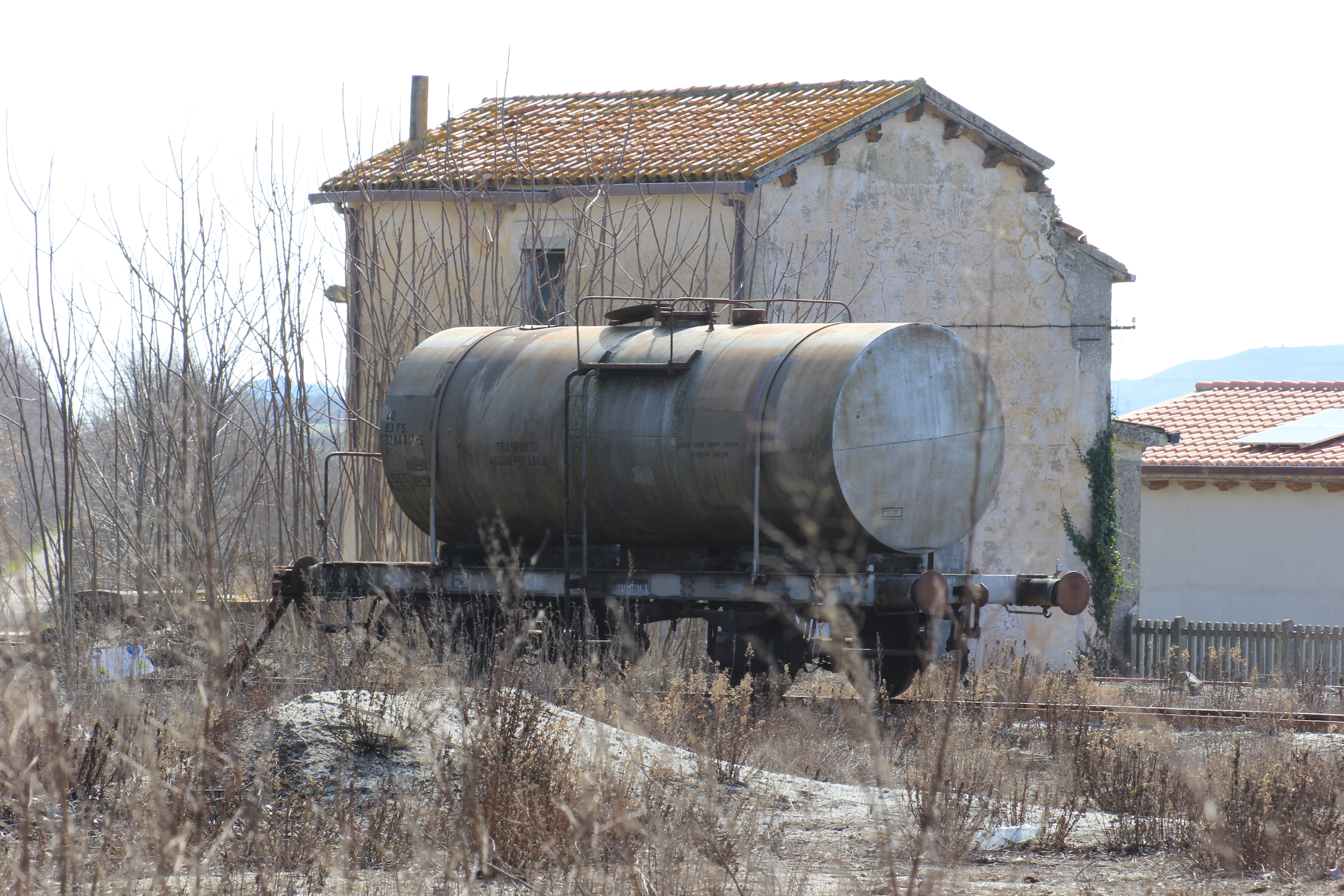
La casa cantoniera all'altezza dei deviatoi a sud della stazione, nascosta da un carro cisterna. In quest'area si trovava anche il fabbricato viaggiatori originario dello scalo

Dal punto di vista degli edifici il principale è il fabbricato viaggiatori, realizzato negli anni sessanta a pianta rettangolare e su un singolo piano, in cui sono stati ospitati principalmente gli uffici delle società che hanno gestito lo scalo merci. Nell'area dello stesso sono presenti altri edifici impiegati come magazzini e per finalità di servizio, mentre a sud-est dell'impianto sono presenti i resti di una cantoniera, originariamente posta a protezione di un passaggio a livello poi rimosso. In quest'area era situato l'originario fabbricato viaggiatori di Campeda, esteso su due piani, poi demolito a fine Novecento.
La stazione è impresenziata e la gestione del movimento avviene ad opera del DCO di Cagliari.

## Movimento
Per quanto riguarda il servizio di trasporto pubblico lo scalo fu servito dai convogli delle Ferrovie dello Stato sino alla metà degli anni ottanta, quando fu disabilitato al ricevimento dei treni passeggeri. 
Dal punto di vista delle merci gli ultimi gestori dello scalo furono la Castelletti Rail e la Tailog, che con Trenitalia Cargo espletavano tale servizio sino alla sospensione dello stesso nel 2008.

## Servizi
Per il servizio viaggiatori l'impianto fu dotato di una banchina a servizio del binario di corsa (ancora presente), attigua al fabbricato viaggiatori. Tale configurazione riprende lo schema utilizzato precedentemente all'ampliamento dell'impianto di metà Novecento: anche dinanzi al vecchio edificio viaggiatori era infatti presente una singola banchina, poi demolita insieme alla costruzione.